# افرو

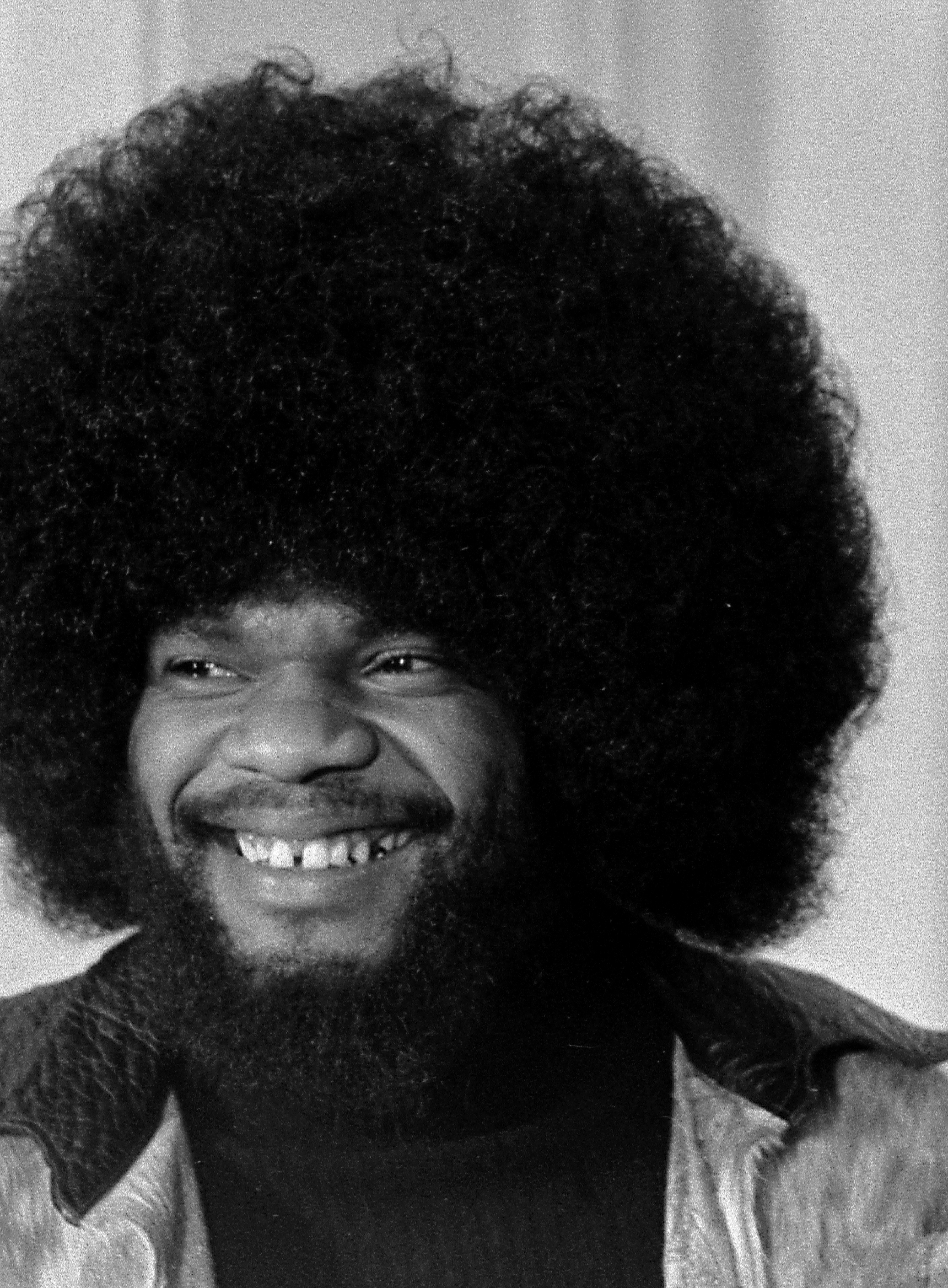
بیلی پرستون نوازنده با مدل موی آفرو

آفرو (به انگلیسی: Afro) یک مدل مو است که با شانه‌کردن موی وز طبیعی ایجاد می‌شود. این مدل برخلاف فرو (fro) است که می‌توان آن را در موهای فر یا صاف و به کمک ابزار ویژه درست کرد. این مدل مو را با شانه‌کردن موها به سمت بیرون از پوست سر و سپس پراکنده‌کردن موها به شکلی گرد، مانند ابر یا توپ درست می‌کنند.
برای افرادی که موهای موج‌دار (فر) یا صاف دارند، این مدل مو با کمک کرم‌ها یا ژل‌های تغییردهندهٔ ساختار مو و/یا مایعات سفت‌کنندهٔ دیگر ایجاد می‌شود تا موها را در کوتاه‌مدت در جای خود نگه دارند. آفرو که به‌ویژه میان آفریقایی‌آمریکایی‌ها در پایان دههٔ ۱۹۶۰ و آغاز دههٔ ۱۹۷۰ خواهان داشت، با کمک یک شانه دندنه‌پهن ویژه که به‌عنوان شانهٔ آفرو شناخته می‌شود، شکل می‌گیرد و حفظ می‌شود.